# Орден дому Ліппе
Князівський орден Ліппе (нім. Der Fürstlich-Lippische Hausorden), також відомий як Князівський почесний хрест Ліппе (нім. Fürstlich-Lippisches Ehrenkreuz) — династичний орден Ліппського та Шаумбург-Ліппського князівств.

## Історія
Нагорода була заснована 5 жовтня 1869 року спільно правителями двох сусідніх держав — князями Леопольдом III Ліппе-Детмольдським і Адольфом I Георгом Шаумбург-Ліппським, які були далекими родичами.
У 1918 році, з проголошенням Веймарської республіки, вручення державних нагород Ліппе було припинене.

## Опис

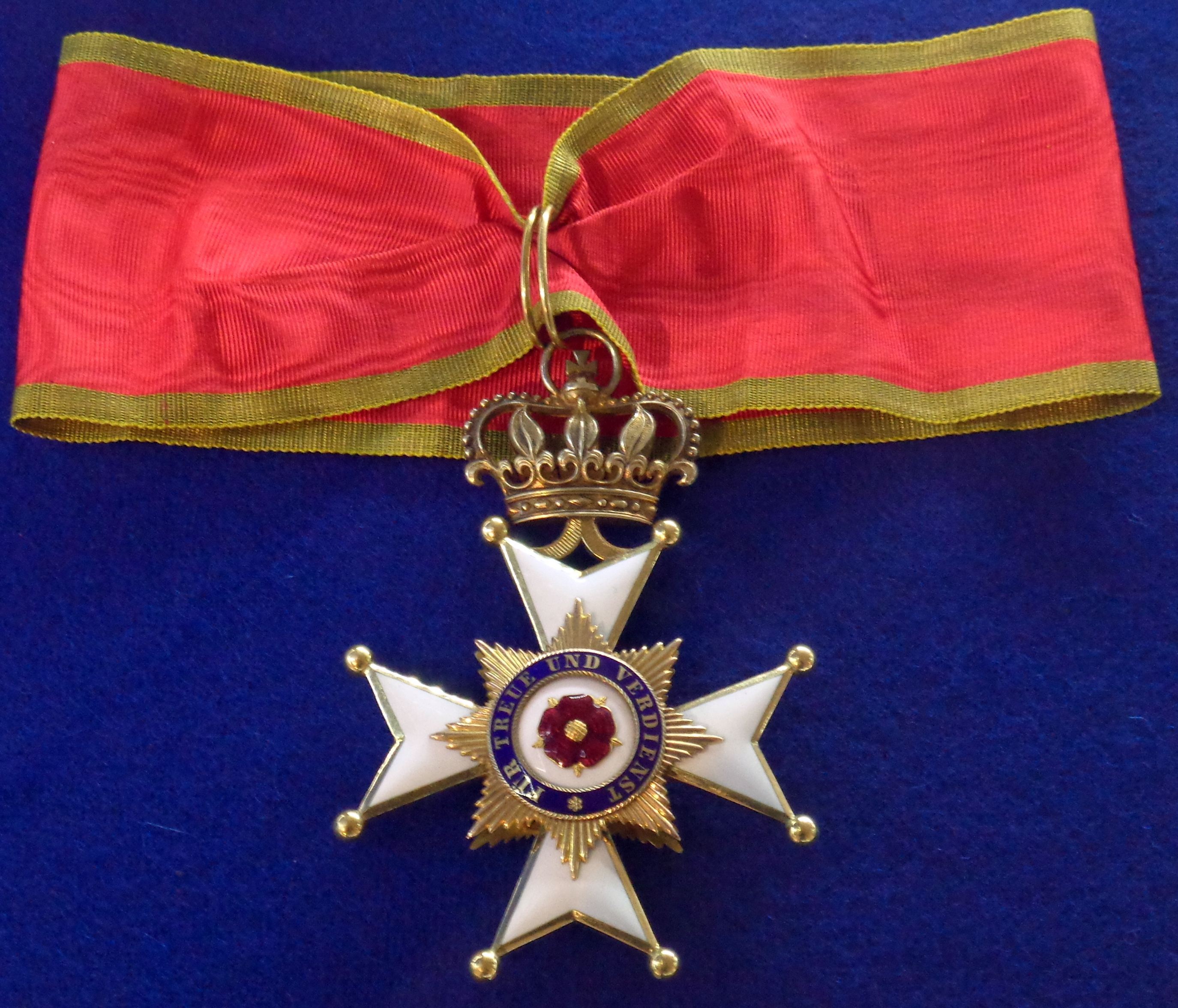
Почесний хрест 2-го класу.

Орден мав три класи (пізніше було додано четвертий) і орденську медаль в двох класах. За німецькою орденською традицією, за військові заслуги знаки ордену всіх ступенів додатково прикрашалися мечами, а якщо необхідно було підвищити престиж нагороди, врученої за громадянські заслуги — дубовим листям.
Знак ордену — мальтійський хрест білої емалі, в центрі якого розміщувалося мініатюрне накладне зображення золотої восьмикутної орденської зірки. В центрі зірки у колі білої емалі розміщувалося прикрашене червоною емаллю зображення гербової квітки дому Ліппе. Навколо центрального кола накладними золотими літерами по синій емалі був напис FÜR TREUE UND VERDIENST (укр. За вірність і службу). На зворотному боці в центрі орденського знака також накладними золотими літерами по синій емалі було написано вензель князя, який його вручив. Загострені «ластівчині хвости» мальтійського хреста були прикрашені золотими кульками. Знаки ордену принаймні вищих класів прикрашалися зверху мініатюрною золотою короною.
Стрічка ордену — червона, з облямівкою золотого відтінку. Ордени 2-го і 1-го класу носилися на шийній стрічці, інші — на нагрудній на лівому боці грудей. Орденська зірка (ідентична мініатюрному зображенню в центрі хреста) носилася лише князями-суверенами ордена.